# Veszélyes Osztag
A Veszélyes Osztag (eredeti cím: Danger Force) 2020-tól 2024-ig vetített amerikai televíziós vígjátéksorozat, amelynek alkotói Christopher J. Nowak, Dan Schneider és Dana Olsen. Ez  spin-off sorozat a Veszélyes Henry című sorozatnak. A zeneszerzői Zack Hexum és Niki Hexum, a producerei Andrew Thomas, Jessica Poter, Jace Norman és Jimmy Brooks. A tévéfilmsorozat a Nickelodeon Productions gyártásában készült, forgalmazója a Nickelodeon. A sorozat 2020. március 28-án indult Amerikában. Magyarországon 2020. október 18-án mutatták be a Nickelodeonon. Magyarországon a TeenNick is bemutatta 2023. január 6-án. A sorozat összes évada megtekinthető a SkyShowtimeon.

## Cselekmény
Hőskapitány egy új csapatnyi hőssegédet toborzott. A Veszélyes Osztagot. Hőskapitány és Schwoz alapított egy ál-iskolát, ahol megtaníthatják az új segédeknek, hogyan tudják irányítani a szuper-erejüket, hogy a várost védelmezhessék.

## Szereplők

### Főszereplők
| Szereplő                     | Színész                    | Magyar hang             |
| ---------------------------- | -------------------------- | ----------------------- |
| Ray Manchester / Hőskapitány | Cooper Barnes              | Pál Tamás               |
| Schwoz Schwartz              | Michael D. Cohen           | Pálfai Péter            |
| Chapa De Silva / Volt        | Havan Flores               | Engel-Iván Lili         |
| Miles Macklin / Lidérc       | Terrence Little Gardenhigh | Égner Milán             |
| Mika Macklin / Sikoly        | Dana Heath                 | Dolmány-Bogdányi Korina |
| Bose O'Brian / Agyaló        | Luca Luhan                 | Kretz Boldizsár         |

### Mellékszereplők
| Szereplő        | Színész            | Magyar hang        |
| --------------- | ------------------ | ------------------ |
| Trent           | Winston Story      | Lénárt László      |
| Mary            | Carrie Barrett     | Incze Ildikó       |
| Brian Bender    | Jonathan Chase     | Dénes Viktor       |
| Frankini        | Frankie Grande     | Nagy Dániel Viktor |
| Totyogó         | Ben Giroux         | Karácsonyi Zoltán  |
| Jeff            | Ryan Grassmeyer    | Varga Rókus        |
| Goomer          | Zoran Korach       | Vajda Milán        |
| Joey            | Jim Mahoney        |                    |
| Jack Frittleman | Alec Mapa          |                    |
| Dr. Minyak      | Mike Ostroski      | Fellegi Lénárd     |
| Mark            | Arnie Pantoja      |                    |
| Időrabló        | Joey Richter       | Szabó Máté         |
| Courtney        | Monique Burias Shi | Kántor Kitty       |
| Kimmie          | Ryan Pittman       | Prokópius Fanni    |
| Henry Hart      | Jace Norman        | Pál Dániel Máté    |
| Rick Twitler    | David Blue         | Fehér Tibor        |
| Drex            | Tommy Walker       | Bozsó Péter        |

### Magyar változat
- Bemondó: Schmidt Andrea (1-2. évad), Orosz Gergely (3. évad)
- Magyar szöveg: Berzsenyi Benedek (1. évad - 2. évad 15. rész), Lai Gábor (2. évad 16. rész - 3. évad)
- Hangmérnök: Weichinger Kálmán
- Vágó: Pilipár Éva
- Gyártásvezető: Derzsi Kovács Éva
- Szinkronrendező: Dezsőffy Rajz Katalin
- Produkciós vezető: Koleszár Emőke

További magyar hangok
- Kiss Erika - Schwoz anyja
- Maszlag Bálint – Crank
- Moser Károly – Steven
- Szabó Endre – Virtue
- Szokol Péter – Bubu

## Gyártás
2020. február 19 -én bejelentették, hogy a Veszélyes Henry spin-off , sorozatot kap, amelynek premierje 2020. március 28-án lesz. A sorozatban visszatér Cooper Barnes és Michael D. Cohen. Emellett Havan Flores, Terrence Little Gardenhigh, Dana Heath és Luca Luhan is szerepel a sorozatban. A Dan Schneider és Dana Olsen által létrehozott karakterek alapján a sorozatot Christopher J. Nowak alkotta meg. Cooper Barnes és Jace Norman a sorozat producerei. Omar Camacho a vezető producere. 2021. március 18-án berendelték a második évadot. 2022. augusztus 25-én berendelték a harmadik évadot amely 13 epizódból fog állni.

## Évados áttekintés
| Évad | Évad | Epizódok | Epizódok | Eredeti sugárzás  | Eredeti sugárzás  | Magyar sugárzás a -on | Magyar sugárzás a -on | Magyar sugárzás a -en | Magyar sugárzás a -en |
| Évad | Évad | Epizódok | Epizódok | Évadpremier       | Évadfinálé        | Évadpremier           | Évadfinálé            | Évadpremier           | Évadfinálé            |
| ---- | ---- | -------- | -------- | ----------------- | ----------------- | --------------------- | --------------------- | --------------------- | --------------------- |
|      | 1    | 26       | 26       | 2020. március 28. | 2021. július 17.  | 2020. október 18.     | 2022. július 12.      | 2023. január 6.       | TBA                   |
|      | 2    | 26       | 26       | 2021. október 23. | 2022. július 7.   | 2022. május 23.       | 2022. november 25.    | 2023. április 24.     | 2023. június 19.      |
|      | 3    | 13       | 13       | 2023. április 20. | 2024. február 21. | 2023. június 12.      | 2024. február 25.     | 2023. október 9.      | 2024. október 23.     |